# Liste der Baudenkmäler in Wassenberg
Die Liste der Baudenkmäler in Wassenberg enthält die denkmalgeschützten Bauwerke auf dem Gebiet der Stadt Wassenberg im Kreis Heinsberg in Nordrhein-Westfalen (Stand: September 2011). Diese Baudenkmäler sind in der Denkmalliste der Stadt Wassenberg eingetragen; Grundlage für die Aufnahme ist das Denkmalschutzgesetz Nordrhein-Westfalen (DSchG NRW).

| Bild                                      | Bezeichnung                               | Lage                                            | Beschreibung | Bauzeit                            | Eingetragen seit                              | Denkmal- nummer |
| ----------------------------------------- | ----------------------------------------- | ----------------------------------------------- | --- | ---------------------------------- | --------------------------------------------- | --------------- |
| Wohnhaus mit Schreinerei                  | Wohnhaus mit Schreinerei                  | Orsbeck Alt Orsbeck 21 Karte                    | Es handelt sich um eine alte Schreinerei mit einem zweigeschossigen fünfachsigen Wohnhaus mit seitlicher korbbogiger Hofeinfahrt und klassizistischer Blaustein-Türeinfassung. Die Backsteinfassade ist mit Bänderfugen verziert. Die Fenster tragen Lamellen-Klappläden. Auf der Rückseite ist unter einer Verpackung noch Fachwerk erkennbar. Rechts neben dem Wohnhaus erheben sich die Reste der ehemaligen Schmiede. Parallel zum Wohnhaus steht die zur Werkstatt umgebaute ehem. Scheune. | keine Angaben                      | 3. Oktober 1988                               | 66              |
| Ehemaliges Bahnhofsgebäude                | Ehemaliges Bahnhofsgebäude                | Wassenberg Am Bahnhof Karte                     | An der 1911 von der preußischen Staatsbahn fertiggestellten Strecke von Düren nach Dalheim errichtete die Eisenbahndirektion Köln ein Empfangsgebäude. Es entstand ein zweigeschossiger Putzbau mit Ziegelsockel und Walmdach. Asymmetrisch wurde ein Giebel eingesetzt. Die Erdgeschossfenster sind bis auf den Gastronomieanbau rundbogig, dreiflügelig mit Mittelsprosse und Oberlicht mit Kreuzsprossen. Gleisseitig wurde eine hölzerne Wartehalle vorgebaut, die Stützen mit Kopfbändern und die Giebelflächen des Satteldaches verbrettert. Wegen seiner Auswirkung auf die damals junge aufstrebende Industriestadt ist der Bahnhof bedeutend für die Geschichte Wassenbergs. Wegen der Seltenheit der erhaltenen Wartehalle bestehen künstlerische, wissenschaftliche und städtebauliche Gründe für ein öffentliches Interesse nach § 2 DSchG. | 1911                               | 28. Januar 1986                               | 53              |
| Ehemaliges Feuerwehrgerätehaus            | Ehemaliges Feuerwehrgerätehaus            | Wassenberg Am Buir 13 Karte                     | Das zweigeschossige vierachsige Haus erhielt im Erdgeschoss drei Toreinfahrten. Das Erdgeschoss ist durch ein Ziegelgesims vom Obergeschoss getrennt. Die stichbogigen Toreinfahrten in EG sind durch Wulstprofilsteine eingefasst. Die Tore mit den lilienförmig ausgeschmiedeten Beschlägen sind noch im Original erhalten und geben den Bau das für Spritzenhäuser typische Gepräge. Die Brüstungen unter den ebenfalls stichbogigen Fenstern im Obergeschoss sind als farblich abgesetzte Spiegel ausgebildet. Das Obergeschoss wird mittig durch das rund mit Formziegel eingefasste Symbol der Feuerwehr geteilt. Das stichbogige Haus ist das zurzeit einzige bekannte Spritzenhaus aus der Zeit nach 1900 im Kreis Heinsberg, das noch weitgehend erhalten ist. | um 1900                            | 28. August 1988                               | 69              |
| Friedhofskapelle                          | Friedhofskapelle                          | Birgelen Am Hoverberg Karte                     | Neugotische Backsteinkapelle aus dem Jahre 1872 mit Werksteinstücken, Dachreiter, Eingang mit Vorhalle; an der Fassade ein Wappen mit Datierung Anno (18) 7 (2?), die schmiedeeiserne Tür, wohl modern, trägt die Jahreszahl 1872 | 1872                               | 11. September 1984                            | 28              |
| weitere Bilder                            | Roßtor                                    | Wassenberg Am Roßtor Karte                      | Stadttor aus dem 14. Jahrhundert, restauriert im Jahre 1901, unterer Teil erbaut vor 1356, oberer Teil um 1400. | 14. Jh.                            | 11. September 1984                            | 2               |
| weitere Bilder                            | Altes Rathaus                             | Wassenberg Am Roßtor 1 Karte                    | Bei dem Rathaus von Wassenberg handelt es sich um den Wiederaufbau des im Krieg stark beschädigten Rathaus von 1902, das in seinen Formen auf den Vorgängerbau von 1753 zurückgreift. Das Rathaus steht in der alten Tradition des Wassenberger Rathauses, nimmt jedoch in der Neugestaltung der Nachkriegszeit den Raum des ehemaligen Rathauses und zweier angrenzender Häuser ein und schließt sich somit als vierflügelige Anlage um einen Innenhof, der im ersten Obergeschoss über eine Galerie verfügt. Dieses Rathaus aus der Nachkriegsarchitektur in enger Anlehnung an seine historischen Vorgänger prägt in der Tradition den Roßmarkt und den Straßendurchgang der Roermonder Straße durch Wassenberg. Das Rathaus ist also ein unverzichtbarer Bestandteil des Ensembles Stadtkern Wassenberg. | 1902                               | 13. Oktober 1987                              | 63              |
| Wohnhaus                                  | Wohnhaus                                  | Wassenberg Am Roßtor 11 Karte                   | Zweigeschossiges Backsteinhaus aus dem Jahre 1811 in drei Achsen, im Erdgeschoss Fenstergewände in Blaustein; im Obergeschoss die mit den Angeln in Blaustein, im Torschlussstein die Jahreszahl 1811 und Wappen. | 1811                               | 11. September 1984                            | 14              |
| Wohnhaus                                  | Wohnhaus                                  | Wassenberg Am Roßtor 20 Karte                   | Zweigeschossiges Backsteinhaus aus dem Jahre 1811 in drei Achsen, im Erdgeschoss Fenstergewände in Blaustein; im Obergeschoss die mit den Angeln in Blaustein, im Torschlussstein die Jahreszahl 1811 und Wappen. | 1811                               | 11. September 1984                            | 15              |
| Kreuzigungsgruppe                         | Kreuzigungsgruppe                         | Myhl Am Schwanderberg Karte                     | Neugotische Kreuzigungsgruppe aus Sandstein, bestehend aus einem massiven Kreuz mit dem Gekreuzigten, darunter Maria und Josef als Assistenzfiguren auf Säulen mit Maßwerkverzierung. Sie rahmen eine übergiebelte und mit Maßwerk versehene Inschrifttafel ein: „Schaue und mache es nach dem Bilde was auf dem Berge die gezeigt ward. Mose 25 – 40 Mein Jesus Barmherzigkeit. Rette diene Seele.“ Datierung auf dem Sockel 1893. Die Kreuzigungsgruppe ist durch eine eiserne Umfassung in neugotischen Formen umgeben. Die Gruppe ist mit der axial auf die Kirche St. Johann bezogene Wegeanlage als Einheit zu betrachten. Die gesamte Anlage liegt durch das Myhler Tal getrennt auf zwei Hängen. Das Höhenniveau liegt über dem der Kirche. Damit wird auf Golgatha Bezug genommen, ebenso wie mit der Gartenanlage entlang des Weges. | 1893                               | 20. Juni 1989                                 | 67              |
| Stadtmauer einschl der Wehrtürme          | Stadtmauer einschl der Wehrtürme          | Wassenberg Am Wehrturm Karte                    | Stadtmauer aus dem 14. Jahrhundert; Wehrturm Erkelenzer Straße, 1420, Eckturm am Gondelweiher 1420, verlorener Turm am Schwimmbad vor 1400. | 14. Jh.                            | 11. September 1984                            | 1               |
| Wingertsmühle                             | Wingertsmühle                             | Wassenberg Am Wingertsberg Karte                | Alte Wingertsmühle, die wahrscheinlich um 1600 erbaut wurde. Zu Beginn des 19. Jahrhunderts teilweise abgebrannt. Nach dem Ausbau 1965/66 diente die Wingertsmühle als Unterkunft für Jugendlager. Heute steht die Mühle als Restaurant der besonderen Ansprüche zur Verfügung. | um 1600                            | 19. April 1983                                | 48              |
| Pfarrhaus                                 | Pfarrhaus                                 | Orsbeck An St. Martinus 11 Karte                | Zweigeschossiges Backsteinhaus aus dem 18. Jahrhundert; weiß geschlämmt, in drei Achsen; Walmdach; in das Mauerwerk eingelassenen eine Inschriftplatte mit der Datierung 1763. | 1763                               | 11. September 1984                            | 45              |
| Villenanlage                              | Villenanlage                              | Wassenberg Bahnhofstraße 28 Karte               | Die zweigeschossige, drei zu vier achsige Villa mit Bruchsteinsockel und Rotsandsteingewänden, der bewegten Gliederung mit Wintergarten, Balkonen, Erkern und Loggien und den zweiflügeligen Fenstern mit Rautensprossen im Oberlicht, trägt ein hohes Ziegeldach. Diese für die Zeit kurz vor dem Ersten Weltkrieg typische Villenanlage ist mit der zugehörigen Scheune bedeutend für die Geschichte Wassenbergs, seiner Bewohner und deren Arbeits- und Produktionsverhältnisse. Daneben liegen als Bestandteil des verkehrsgeschichtlich interessanten Ensembles wirtschaftliche und städtebauliche Gründe für ein öffentliches Interesse nach § 2 DSchG vor. | keine Angaben                      | 28. November 1986                             | 54              |
| Wohnhaus                                  | Wohnhaus                                  | Wassenberg Brühlstraße 10/12 Karte              | Bei dem Objekt handelt es sich um ein Doppelhaus, symmetrisch aufgebaut in fünf Achsen, wobei dreiflügelige mit zweiflügeligen Fensterachsen abwechseln im 1. Obergeschoss. Dort sind sieben Achsen vorhanden, außer jeweils zwei zweiflügelige Fensterachsen. Es folgt eine rundbogige Türachse mit rundbogigen Oberlicht und stichbogiger Tür, wobei die alten Haustüren ebenfalls erhalten sind. Die Mittelachse bildet eine rundbogige Toreinfahrt. Die Fenster im Obergeschoss sind durch vorgezogene Ziegelreihen im Sturzverlauf verziert, ein Klötzchen- und Sägezahnfries bilden das Traufgesims. Fensterbänke und Sockel sind verputzt. Der zweigeschossige Ziegelbau verfügt über aufgesetzte Fugen mit geschweiften Gauben in Rheinlandziegeldeckung. Im Inneren befinden sich noch die originalen Türen und Holzböden sowie der schwarzgemusterte Fliesenboden im Hauseingang und die originale Treppe. Das Haus wurde vermutlich in der Zeit um 1910 errichtet. | um 1910                            | 16. Dezember 1986                             | 62              |
| Wohnhaus                                  | Wohnhaus                                  | Wassenberg Brühlstraße 20 Karte                 | Klinkerputzfassade aus dem Jahre 1905, Blaustein-Türgewölbe mit Keilstein. | 1905                               | 11. September 1984                            | 23              |
| weitere Bilder                            | Burg Wassenberg                           | Wassenberg Burgstraße Karte                     | Die Burg Wassenberg ist als Ganzes ein Baudenkmal, das bedeutend für die Geschichte des Menschen und für die Entwicklung Wassenbergs ist, und für welches wissenschaftliche und städtebauliche Gründe für ein öffentliches Interesse an der Erhaltung und Nutzung bestehen. Die Burg befindet sich innerhalb der Stadtmauer Wassenbergs und zwar in der nordöstlichen Ecke, auf einem steilabfallenden Hügel. Die Anlage hat einen annähernd quadratischen Grundriss, auf dessen höchstem Punkt sich der Bergfried aus der ersten Hälfte des 15. Jahrhunderts befindet, als glatter viergeschossiger Backsteinturm. Gegenüber der Kirche befindet sich am östlichen Hang der Torturm mit korbbogiger Durchfahrt, an der Innenseite noch mit dem gotischen Spitzbogen. Das Obergeschoss und die Dachhaube stammen aus dem 18. Jahrhundert. Rechts an dem Torturm schließt sich das Wohnhaus in acht Achsen, einschließlich Stichbogenfenstern und Walmdach, an. Weiterhin sind noch Ruinenreste über die Anlage verstreut. | um 1420                            | 19. März 1983                                 | 49              |
| weitere Bilder                            | Schloß Elsum                              | Schloß Elsum Elsumer Weg Karte                  | Neuanlage der Hauptburg 1503; Vorburg 1714 neu aufgebaut; Kapelle 1860; spätgotische Wasserburg mit einer Vorburg des 18. Jahrhunderts Backstein; Gewände in Blaustein, Veränderungen B.T. 19 19. Jahrhundert. | 1503                               | 11. September 1984                            | 31              |
| Altes Backhaus bei Gut Krombach           | Altes Backhaus bei Gut Krombach           | Birgelen Elsumer Weg Karte                      | Altes Backhaus aus dem 18. Jahrhundert; traufseitige Toreinfahrt; giebelseitig zweirundbogige Fenster Okuli im Giebel. | 18. Jh.                            | 11. September 1984                            | 33              |
| weitere Bilder                            | Wohnhaus                                  | Wassenberg Graf-Gerhard-Straße 3 Karte          | Dreiflügeliger Stadthof um 1800; Wohnhaus zweigeschossig in fünf Achsen, Backstein, Front verputzt, Türgewände und Fensterrahmen in Blaustein, vor dem Portal eine doppelläufige Treppe mit schmiedeeisernem Geländer, Kellergeschoss mit Blausteinochsenaugen. | um 1800                            | 11. September 1984                            | 16              |
| weitere Bilder                            | Wohnhaus                                  | Wassenberg Graf-Gerhard-Straße 7 Karte          | Zweigeschossiges, fünfachsiges Backsteinhaus mit Blausteinfensterbänken und Türgewänden im klassizistischen Stil sowie vorgelagerter Basalttreppe; das Dach wurde später verändert; ehemals Apotheke; dazugehöriges winkelförmiges Wirtschaftsgebäude aus Backstein; erbaut etwa um die Jahrhundertwende. | 1900                               | 14. Oktober 1985                              | 52              |
| weitere Bilder                            | Wohnhaus                                  | Wassenberg Graf-Gerhard-Straße 9 Karte          | Erbaut im Jahre 1771, zweigeschossig in vier Achsen und Torachse, Backstein, Türgewände und Kloben der Fenster sowie Schlusssteine in Blaustein; im Türschlussstein Monogramm und Jahreszahl 1771. | 1771                               | 19. April 1983                                | 50              |
| weitere Bilder                            | Wohnhaus                                  | Wassenberg Graf-Gerhard-Straße 12 Karte         | Zweigeschossiges Fachwerkhaus; im Kern gotisch, später wurden Veränderungen vorgenommen; drei Achsen; weiß geschlämmt; an der Fassade eine jetzt durchbrochene große Lisenengliederung mit Rundbogen seitlich Reste von Kreuzstockfenstern, Walmdach. | keine Angaben                      | 11. September 1984                            | 17              |
| weitere Bilder                            | Hotel jetzt Café „Zur Post“               | Wassenberg Graf-Gerhard-Straße 13 Karte         | Dreigeschossiges und vierachsiges Wohn- und Geschäftshaus aus Backstein; scheidrechte Stürze; Blaustein Sohlbänke; klassizistisches Blaustein-Türgewände; Krampfaderfugung; Walmdach. | keine Angaben                      | 11. September 1984                            | 18              |
| weitere Bilder                            | Altes Kloster jetzt Wohnhaus              | Wassenberg Graf-Gerhard-Straße 18 Karte         | 1653 gegründetes Kloster, zweigeschossiges und siebenachsiges Backsteingebäude; stichbogige Stürze und Blaustein-Sohlbänke; Blausteinfußboden im Flur; Teile des ehemaligen Refektoriums sind noch erhalten. | 1653                               | 11. September 1984                            | 19              |
| weitere Bilder                            | Wohnhaus                                  | Wassenberg Graf-Gerhard-Straße 19 Karte         | Backsteinhaus aus dem 18. Jahrhundert; Front um 1900 verändert; zweigeschossig in vier zu fünf Achsen; Eckhaus, Backstein verputzt; Türgewände und Kloben sowie Schlussstein der Fenster in Blaustein, Mansardwalmdach. | 18. Jh.                            | 11. September 1984                            | 20              |
| Wohnhaus                                  | Wohnhaus                                  | Wassenberg Graf-Gerhard-Straße 21 Karte         | Backsteinwohnhaus in zwei zu drei Achsen mit rückwärtigen zweiachsigen Ausbau, Quaderputzsockel, zwei klassizistische Blaustein-Türgewände, eine Tür ist zugemauert, Traufgesims als Klötzchenfries. | keine Angaben                      | 28. November 1986                             | 21              |
| Wohn- und Geschäftshaus                   | Wohn- und Geschäftshaus                   | Wassenberg Graf-Gerhard-Straße 28 Karte         | Das zweigeschossige neunachsige ehem. Hotel ist in seinem rechten Teil im EG durch Ladeneinbau verändert. Der Putzbau verfügt über gequaderte Sockel. Im Erdgeschoss Bänderputz und im OG durch Pilastergliederung geteilt. Über den beiden äußeren Achsen befindet sich je ein geschweifter Giebel mit einem dreifach gekuppelten rundbogigen Fenster, dessen Oberlicht durch Sprossen sehr klein unterteilt sind. Die Pilaster haben Aufsätze, die das Traufgesims förmchenartig überragen. Die Mittelachse ist ebenfalls durch einen geschweiften Giebel betont und verfügt über ein Ochsenauge mit einer besonderen Teilung des Fensters. Das Ochsenauge trägt eine Girlandenverzierung. Auch unter den Fenstern in den seitlichen Giebeln befindet sich Girlandenverzierungen. Der Fond des Obergeschosses zeigt einen Putz der mit dem Kamm verziert ist. Die mittleren Einzelachsen besitzen unter der Traufe einen verzierten Fries mit dem Jugendstil nachempfundenen Zier. Auch die Pilaster sind mit Zierrat der Jugendstilzeit versehen. Das Haus stammt aus der Zeit um 1910. | 1910                               | 7. April 1987                                 | 60              |
| Haus Dohr 1                               | Haus Dohr 1                               | Dohr Haus Dohr 1 Karte                          | Mehrflügelige Hofanlage in eingeschossiger Bauweise; Wohnhaus giebelständig mit Toreinfahrt; Gebäude mit der Jahreszahl 1724 versehen; Fenster im Erdgeschoss verändert; im Giebel sind die ursprünglichen Fenster erhalten; Scheune teilweise mit Fachwerk. | 1724                               | 11. September 1984                            | 32              |
| weitere Bilder                            | Georgsdenkmal                             | Wassenberg Kirchstraße Karte                    | Statue des heiligen Georg im Kampf mit dem Drachen, Muschelkalk. | keine Angaben                      | 11. September 1984                            | 5               |
| Wohnhaus                                  | Wohnhaus                                  | Wassenberg Kirchstraße 3 Karte                  | Zweigeschossiges, dreiachsiges Backsteingebäude; erbaut Mitte 19. Jahrhundert, rundbogiger Toreinfahrt Blaustein-Sohlbänke und Türgewände; stichbogige Fensterstürze; Traufgesims als Zahnleiste mit Sägeschnitt; Satteldach. | Mitte des 19. Jahrhunderts         | 11. September 1984                            | 12              |
| Wohn- und Geschäftshaus                   | Wohn- und Geschäftshaus                   | Wassenberg Kirchstraße 6 Karte                  | Dreigeschossiges Gebäude; zweiachsig; Erdgeschoss durch Ladenausbau verändert; Klinkerputzfassade aus rot-glasierten Klinkern mit Eckquaderung; linke Achse risalitartig mit geschweiftem Ziergiebel; im ersten Obergeschoss korbbogiges Fenster mit stark profiliertem Oberlicht; alle Fenster mit Putzgewände in der Brüstung des Giebelfeldes; Traufseite Fachwerk überputzt; Datierung 1908. Wegen der Einmaligkeit der Fassade im innerstädtischen Bereich ist das Baudenkmal als Ganzes bedeutend für die Geschichte Wassenbergs. Die Erhaltung liegt im öffentlichen Interesse. | 1908                               | 7. April 1987                                 | 57              |
| Wohn- und Geschäftshaus                   | Wohn- und Geschäftshaus                   | Wassenberg Kirchstraße 16-18 Karte              | Zweigeschossiges und fünfachsiges Wohn- und Geschäftshaus mit vorgezogenem Mittelrisalit. Der Mittelrisalit ist mit Bänderputz versehen; Blaustein-Türgewände; korbbogige Toreinfahrt; Walmdach; Untertraufe als Friese; Gesims in Höhe Decke-Erdgeschoss. | Keine Angaben                      | 11. September 1984                            | 13              |
| Wohn- und Geschäftshaus                   | Wohn- und Geschäftshaus                   | Wassenberg Kirchstraße 20 Karte                 | Zweigeschossiges, dreiachsiges Backsteinhaus über hohem Sockel, erbaut im 17. Jahrhundert; ehemalige Kreuzstockfenster vermauert (Entlastungs- und Sturzbogen noch deutlich erkennbar); hofseitig verputzt, unter dem Putz – teilweise überdeckt – Blausteingewände eines Kreuzstockfensters; Walmdach; Fenster vermutlich Ende des 19. Jahrhunderts verändert. | 17. Jh.                            | 7. April 1987                                 | 59              |
| Grundschule                               | Grundschule                               | Wassenberg Kirchstraße 27 Karte                 | Um die Jahrhundertwende wurde in enger Zusammenhang mit den Arbeiterhäusern auf der anderen Seite der Kirchstraße eine Schule errichtet. Der Klinkerputzbau ist achtachsig und zweigeschossig. Die beiden Mittelachsen sind risalitartig vorgezogen und mit einem Schweifbogen versehen. Die Ecken sind durch Ziegel quaderähnlich betont. Die im Erdgeschoss dreiflügeligen und im Obergeschoss zweiflügeligen Fenster mit stichbogigem Sturz werden ebenfalls durch Ziegel gerahmt. | Jahrhundertwende                   | 7. April 1987                                 | 58              |
| Kath. Kirche                              | Kath. Kirche                              | Effeld Kreuzstraße Karte                        | Erbaut 1909, restauriert 1945/46; neugotischer Saal mit polygonalem Chor und seitlich stehendem Westturm; von der alten Ausstattung sind erhalten: die Glasfenster im Chor, 1910 von Karl Hertel; der Außenbau ist im unteren Teil in Backstein, der obere Teil ist verputzt. | 1909                               | 11. September 1984                            | 37              |
| Brunnenanlage                             | Brunnenanlage                             | Effeld Kreuzstraße (Am Martinusplatz) Karte     | An dieser Stelle, am Martinusplatz, ist ein alter Brunnen, der zurzeit von Gehölzen überwachsen ist. | um 1400                            | 28. November 1986                             | 41              |
| Kath. Grundschule Birgelen                | Kath. Grundschule Birgelen                | Birgelen Lambertusstraße Karte                  | Erbaut in der zweiten Hälfte des 19. Jahrhunderts; zweigeschossig; Mittelteil in fünf Achsen; zu beiden Seiten zwei kurze zweiachsige Seitenflügel; Backstein; Werksteingliederung. | zweite Hälfte des 19. Jahrhunderts | 11. September 1984                            | 29              |
| Fußfall                                   | Fußfall                                   | Birgelen Lambertusstraße 4 Karte                | Die Wassenberger Fußfälle sind nach der Volksmission 1713 der Reihe nach errichtet worden. Ursprünglich hatte ein Kreuzweg sieben Stationen. Von den sieben Fußfällen sind nur noch diese Station 5, sowie die Station 1 (neben dem Haus Corsten in Wassenberg) erhalten. Bis 1910 soll der fromme Brauch der Fußprozessionen erhalten geblieben sein. Die Prozessionen zogen von Wassenberg über Birgelen zum Birgelener Pützchen. Das Material wird mit „Liedburger Stein, Sandsteine und römische Sarkophagteile“ beschrieben. Die Inschrift einschl. evtl. Datierung lautet: „AD 1717 5 oct. I + S + S + D + D“ | 1717                               | 28. November 1986                             | 72              |
| Wohnhaus                                  | Wohnhaus                                  | Birgelen Lambertusstraße 84 Karte               | Vierflügeliger Hof in Backstein und Fachwerk; erbaut 1774; Front in Backstein; giebelständiges Wohnhaus, zweigeschossig, Türgewände und Fensterbänke in Blaustein, an der Fassade die Jahreszahl in Ankersplinten. | 1774                               | 11. September 1984                            | 30              |
| Merteskreuz Friedhofskapelle              | Merteskreuz Friedhofskapelle              | Orsbeck Luchtenberger Straße / Grüner Weg Karte | Blausteinkreuz des 18. Jahrhunderts über sehr hohem Sockel. Die Inschrift im Sockel ist durch Verwitterung unleserlich. Der Korpus wurde nachträglich aufgesetzt. | um 1400                            | 28. November 1986                             | 73              |
| weitere Bilder                            | Kath. Kirche mit Friedhofsmauer           | Ophoven Marienstraße Karte                      | Dreischiffige, romanische Pfeilerbasilika aus dem 12. Jahrhundert mit halbrunder Apsis und Westturm; im Inneren flachbedeckt, die Seitenschiffe barock überwölbt; barocke Stuckaturen; Hochaltar spätgotisch; barocke Seitenaltäre; Kirchenbänke und verschiedene Figuren erhalten. Neugotische Orgelbühne und Kreuzweg, Rokoko-Kanzel; rechts neugotischer tabernakelartiger Aufbau in Holz und gotischer Madonna mit Jesuskind; um die Kirche herum Friedhof mit alter Friedhofsmauer; an der Kirche Gedenkkapelle 1914–1918. | 12. Jh.                            | 28. November 1986                             | 42              |
| Pfarrhaus mit Einfriedigungsmauer         | Pfarrhaus mit Einfriedigungsmauer         | Ophoven Marienstraße Karte                      | Pfarrhaus: Backsteinhaus aus 1864; zweigeschossig in vier Achsen; Türgewände und Fensterbänke in Blaustein. | 1864                               | 11. September 1984                            | 43              |
| Alter Bauernhof                           | Alter Bauernhof                           | Ophoven Marienstraße 43 Karte                   | Es handelt sich um einen vierflügeligen Backsteinhof mit einem zweigeschossigen und dreiachsigen Wohnhaus, das mit einem Walmdach gedeckt ist. Die Hofanlage stammt aus dem Jahre 1833 und ist in seinen Wirtschaftsflügeln verändert und erneuert. Trotz der Veränderungen ist die Hofanlage wirksam für Ophoven. | 1833                               | 28. Juni 1988                                 | 64              |
| Kath. Kirche, Friedhofsmauer u. Stationen | Kath. Kirche, Friedhofsmauer u. Stationen | Steinkirchen Martinusstraße Karte               | Neugotische Backsteinhallenkirche mit spätgotischem Westturm und polygonalem Chor; der Turm 15.–16. Jahrhundert; Langhaus 1871; um die Kirche herum der Friedhof; an der Friedhofsmauer eine Reihe von Werksteintabernakeln mit Nischen. | 15.–16. Jahrhundert                | 11. September 1984                            | 38              |
| Kath. Kirche St. Lambertus                | Kath. Kirche St. Lambertus                | Birgelen Mühlenstraße Karte                     | Erbaut 1825–1827, Erweiterung 1936–1937; ursprünglich ein klassizistischer Saal, durch die Erweiterung nach Norden zu einem Querhaus geworden; die halbrunde Apsis jetzt eine Marienkapelle; außen Backstein, zur Straße hin eine dreibogige Lisenengliederung mit halbhohen Fensteröffnungen, diese mit Maßwerk, Chorturm mit Kreuzdach und Flachgiebeln. | 1825                               | 11. September 1984                            | 26              |
| Pastorat                                  | Pastorat                                  | Birgelen Mühlenstraße 1 Karte                   | Zweigeschossiges, fünfachsiges Ziegelgebäude mit Satteldach. Die Fassade ist durch Eckpilaster betont. Ebenso ist die Eingangsachse durch Pilaster, ähnlich den Eckpilastern, betont. Die Geschosse werden durch Gesimse gegliedert. Im Obergeschoss der Pilaster sind Kreuze in gelbfarbigen Klinker eingelassen. Die Fenster verfügen über Sandsteinsohlbänke und Kämpfersteine. Ebenso sind die Stürze aus Sandstein. Im Obergeschoss überdecken gelbfarbige Steine den Sturz unterhalb des Entlastungsbogen. Die Hauseingangstüre über der fünfstufigen Basalttreppe ist zweiflügelig. Die Eingangstreppe ist durch seitlich Mauervorlagen begrenzt. Die Mauervorlagen sind durch Basaltsteine abgedeckt. Die Giebel waren ursprünglich zweiachsig. Eine Veränderung der Nachkriegszeit. Hofseitig ist ein zweiachsiger Anbau angeschleppt. In den modernisierten Räumen befindet sich ein Wandschrank mit Glastüren aus der Erbauerzeit mit einer Datierung Anno 1828. Der Schrank ist verziert mit einem Architrav, auf dessen Konsolen z. Z. Heiligenfiguren stehen. Seitlich Verzierung durch Engelsköpfe. | 1828                               | 28. Juni 1988                                 | 65              |
| Bauernhaus Ohe 5                          | Bauernhaus Ohe 5                          | Ohe Ohe 5 Karte                                 | Fachwerk-Backsteinhof; Wohnhaus aus der Mitte des 19. Jahrhunderts, zweigeschossig in zwei Achsen und Torachse, Tür verändert. | Mitte des 19. Jahrhunderts         | 11. September 1984                            | 24              |
| Bauernhaus Ohe 6                          | Bauernhaus Ohe 6                          | Ohe Ohe 6 Karte                                 | Vierflügeliger Backsteinhof aus der ersten Hälfte des 19. Jahrhunderts, Front zweigeschossig in vier Achsen und Türachse, weißgeschlämmt. | erste Hälfte des 19. Jahrhunderts  | 11. September 1984                            | 25              |
| Kath. Kirche mit Grabkreuzen              | Kath. Kirche mit Grabkreuzen              | Orsbeck Ortsmitte Karte                         | Im Ursprung fränkische Saalkirche; Turm aus dem 11.–12. Jahrhundert, Umbau und Querschiff 1933; Immunitätsmauer um die Kirche; alte Grabsteine auf dem Vorgelände. | 11.–12. Jahrhundert                | 11. September 1984                            | 44              |
| Birgelener Pützchen                       | Birgelener Pützchen                       | Birgelen Pützchensweg Karte                     | Wallfahrtsweg mit Kreuzwegstationen; am Ende des Weges Kapelle aus der Mitte des 19. Jahrhunderts, erweitert 1933, Backstein. | Mitte des 19. Jahrhunderts         | 11. September 1984                            | 27              |
| Propstei und ehemaliges Kloster           | Propstei und ehemaliges Kloster           | Wassenberg Propsteigasse Karte                  | Zweigeschossiges Backsteinhaus; in Mauerwerk noch in Ansätze der ursprünglichen Kreuzstockfenster erkennbar; vorderer Teil im 20. Jahrhundert. | 19. Jh.                            | 11. September 1984                            | 11              |
| Wohnhaus                                  | Wohnhaus                                  | Orsbeck Ratheimer Straße 55 Karte               | Zweigeschossiges giebelständiges Ziegelhaus; Traufwände in Fachwerk Jahreszahl 1786 in Ankersplinten Lm – HR, Fenster mit scheidrechten Stützen. | 1786                               | 28. November 1986                             | 46              |
| Blaustein Hochkreuz                       | Blaustein Hochkreuz                       | Orsbeck Ratheimer Straße 61 Karte               | Das mehrstufige und mit Gesimsen gegliederte Blaustein-Hochkreuz aus dem 19. Jahrhundert erhielt ein spätes Muschelkalk-Kreuz wohl als Ersatz für ein zum ursprünglichen Bestand gehörendes Kreuz. Im Schnittpunkt der Kreuzarme ist die eingerahmt Inschrift „IHS“ hinter dem Kopf des weiß gestrichenen Korpus auf Metallguss, die beide für eine Entstehungszeit aus dem zwanzigsten Jahrhundert stehen. Die spitzbogige Figurennischen mit verzierter Kalotte wird seitlich durch Pilaster und über dem Spitzbogen befindliche Palmzweige betont. Im Sockel darunter befindet sich ein achteckiges Schriftfeld. Die Eckabschnitte sind jeweils mit der Abbildung eines Weinblattes gefüllt. Der Text lautet: „Das Kreuz ist mein sicheres Heil! Das Kreuz verehre ich allezeit Das Kreuz des Herrn sei mit mir! Das Kreuz sei meine Zuflucht! 300 Tage Ablaß Pius IX. 21.6.1874“ Die Zier- und Schrifttafeln wurden nachträglich bearbeitet und weisen neben Spuren einer blauen Farbfassung auch neuere Schleifspuren auf. | 19. Jh.                            | 13. Oktober 1994                              | 70              |
| Evangelische Hofkirche                    | Evangelische Hofkirche                    | Wassenberg Roermonder Straße Karte              | Hofkirche, evangelisch, Barockorgel mit Glockenspiel, Gotteshaus von 1652 bis 1964, rest. 1977. | 1652                               | 11. September 1984                            | 3               |
| Fußfall                                   | Fußfall                                   | Wassenberg Roermonder Straße Karte              | keine Angaben | um 1400                            | 28. November 1986                             | 71              |
| weitere Bilder                            | Haus „Alt Wassenberg“                     | Wassenberg Roermonder Straße 2 Karte            | Zweigeschossiges und dreiachsiges Wohn- und Geschäftshaus; um die Jahrhundertwende verändert als Putzbau; in Höhe Decke über Erdgeschoss Kranzgesims; Kampfgesims mit daraufliegendem Fries; aufgeputzte Gewände; angebaut wurde ein dreigeschossiges und dreiachsiges Backsteinwohnhaus mit Tordurchfahrt; Blaustein-Fenstersockel; stichbogige Stürze; Decke über Erdgeschoss als Gesims; in Höhe der Brüstung des ersten Obergeschosses wurde um die Jahrhundertwende eine Werbeanlage eingeputzt; Traufgesims als Klötzchenfries; Straßenfront zur Kirchstraße: Zweigeschossiges und zweiachsiges Wohn- und Geschäftshaus; entsprechend dem Nachbarhaus, Objekt Roermonder Straße 2, um die Jahrhundertwende verputzt; Erdgeschoss jedoch mit Bänderputz (quadernimitierend versehen); im Schaufenster gusseiserne Säule mit korinthischen Kapitell; die Haustüre ist im Renaissancestil gehalten. | 19. Jh.                            | 1. Juli 1986                                  | 56              |
| Patrizierhaus                             | Patrizierhaus                             | Wassenberg Roermonder Straße 25 Karte           | Zweigeschossige Villa, erbaut 1905, Jugendstilform, überdachter Eingang, Putzbau, erstes Gebäude Wassenbergs mit Wasserleitung und Zentralheizung. | 1905                               | 10. September 1985                            | 51              |
| Wohnhaus                                  | Wohnhaus                                  | Wassenberg Roermonder Straße 32 Karte           | Zweigeschossige Villa, die um 1900 erbaut wurde, Putzbau in Jugendstilform; unregelmäßige Achsen; Quaderputzsockel; Krüppelwalmdächer; Eingangsseite: überdachter Eingang auf wuchtigen Rundsäulen, originale, reichverzierte Haustür und Dachreiter mit Zwiebel; gegenüberliegende Seite: risalitartig vorgezogenes Querhaus, dreigeschossig und zweiachsig, rundbogige Kellerfenster mit verzierten Schmiedeeisen getarnt; zum Haus gehört ein Gewächshaus aus gleicher Zeit. Fassade Bänderschmuck im Jugendstil; über rundbogiger Eingangshalle holzüberdeckte Loggia später mit Fenster geschlossen. Ergänzung: Zum Baudenkmal gehören die erhaltenen Teile der Außenanlagen, insbesondere die straßenseitige Einfriedigung mit Stützmauer, Eisenaufsatz und Tore. | um 1900                            | 11. September 1984 (1.) 13. Oktober 1994 (2.) | 22              |
| Ehemaliger Bahnhof                        | Ehemaliger Bahnhof                        | Rosenthal Rosenthaler Straße Karte              | Bei dem Bahnhof von Rosenthal handelt es sich um den letzten erhaltenen Typenbahnhof der Bahnstrecke von Düren nach Dalheim. Der zweigeschossige, zweiachsige Klinkerputzbau erhielt ein Walmdach und einen niedrigen, verschieferten Anbau mit angeschlepptem seitlich offenen Überdach für wartende Fahrgäste. Die zweiflügeligen, durch eine Sprosse geteilten Fenster verfügen über ein ebenfalls zweiflügeliges jedoch jeweils sechsscheibiges Oberlicht. Besonders typisch ist der durch ein niedrigeres Bindeglied angeschlossene Fachwerkgüterschuppen mit Ziegelausfachung, die in den oberen Fächern verputzt, bzw. durch Fenster ersetzt und mit einem flachen Satteldach versehen wurde. | um 1910                            | 7. April 1987                                 | 61              |
| Brunnenanlage vor Haus von Dahlen         | Brunnenanlage vor Haus von Dahlen         | Rosenthal Rosenthaler Straße Karte              | keine Angaben | keine Angaben                      | 11. September 1984                            | 34              |
| Betkapelle                                | Betkapelle                                | Forst Rurtalstraße Karte                        | Die kleine Backsteinkapelle mit pfannengedecktem Satteldach liegt an der Straße von Wassenberg nach Ophoven im Ortsteil Forst. An der von der Straße abgewandten Giebelseite befindet sich der Eingang mit Rundbogen und zweiflügeliger hölzerner Eingangstür. Rechts darüber ist ein Eisenanker sichtbar. Die Kapelle wird durch je eine Korbbogenöffnung mit Holzsprossenfenstern an der Längsseite belichtet. Starker Efeubewuchs bedeckt eine Längs- und die hintere Giebelwand. Innen ist der Bau tonnengewölbt und mit weiß Kalkputz versehen, der Boden besteht aus Kunststein. Zur Ausstattung gehören ein Kruzifix, eine Madonna mit Kind und ein Herz-Jesu-Figur, von denen einzig das Kruzifix zur ursprünglichen Ausstattung gehören könnte. Das Mobiliar besteht aus drei Holzbänken und einem schlichten Altartisch mit den Initialen MS. Die Kapelle ist in der zweiten Hälfte des 19. Jahrhunderts datiert. | zweite Hälfte des 19. Jahrhunderts | 12. Juni 1990                                 | 68              |
| Ehemalige Korbmacherwerkstatt             | Ehemalige Korbmacherwerkstatt             | Effeld Schleidstraße 2 Karte                    | Die eingeschossige Winkelhofanlage mit Satteldach aus dem 19. Jahrhundert mit je zwei Achsen in den Giebelseiten gehört zu den wenigen erhaltenen Vertretern der Korb- oder Holzschuhmacherkaten im Kreis Heinsberg. In der Vergangenheit war die Ruraue die Gegend im Kreis, die durch den Standort der Korbweide dort, das Zentrum der Korbflechterei darstellte. In Heinsberg war sogar eine Schule extra für dieses Gewerbe eingerichtet worden. Das schlichte Ziegelhaus ist als ganzes ein Baudenkmal und bedeutet für die Geschichte Effelds und seiner Bewohner sowie für deren Arbeits- und Lebensverhältnisse. Die Erhaltung dieses Objekt liegt aus wissenschaftlichen, besonders ortsgeschichtlichen Gründen im öffentlichen Interesse. | 19. Jh.                            | 1. Juli 1986                                  | 55              |
| weitere Bilder                            | Schloß Effeld                             | Effeld Schloßstraße Karte                       | Das in guten Zustand befindliche Wasserschloss Effeld, entstanden aus einer Motte, wurde im 15. Jahrhundert erbaut. Im Jahre 1606 wurde es umgebaut und mit dem Hauptturm versehen. Material: Backstein mit Werksteingliederung. | 16. Jh.                            | 19. April 1983                                | 47              |
| Brunnenanlage                             | Brunnenanlage                             | Effeld Schloßstraße, Ecke Kreuzstraße Karte     | Gusseiserner Brunnen | keine Angaben                      | 11. September 1984                            | 40              |
| Brunnen im Oberdorf                       | Brunnen im Oberdorf                       | Myhl St. Johannes Straße 66 Karte               | Kleines Brunnenhaus an St. Johannes Straße 66. | keine Angaben                      | 11. September 1984                            | 36              |
| Kath. Kirche St. Johannes                 | Kath. Kirche St. Johannes                 | Myhl St. Johannes Straße 203 Karte              | Erbaut 1877; dreischiffige neugotische Backsteinhalle auf Pfeilern mit polygonalen Chor und vorgestelltem Westturm, von der alten Ausstattung sind erhalten: zwei Altarmensen, einige Kirchenstühle, die Orgeltribüne mit der Orgel, einige Glasfenster und einige Figuren, von denen einige gotisch sind; einige Kirchenbaubänke sind noch barock, datiert 1771; ein Beichtstuhl auch noch alt. | 1877                               | 11. September 1984                            | 35              |
| weitere Bilder                            | Propsteikirche St. Georg                  | Wassenberg Stiftsplatz Karte                    | Romanische Pfeiler-Basilika, 1118 geweiht, von der alten Kirche und vom Turm aus dem 15. Jahrhundert mit Überarbeitung des 19. Jahrhunderts und frühen 20. Jahrhunderts ist nur noch der Turm erhalten. Der im Krieg abgebrannte, ursprünglich 36 m hohe Helm des Turmes wurde in verkleinerter Form 1955/56 erneuert. | 1118 geweiht                       | 11. September 1984                            | 4               |
| weitere Bilder                            | Immunitätsbogen                           | Wassenberg Stiftsplatz Karte                    | Spitzbogiger Torbogen der alten Immunitätsmauer um 1400; nach Bergschäden 1984 erneuert. | um 1400                            | 11. September 1984                            | 10              |
| weitere Bilder                            | Kindergarten                              | Wassenberg Stiftsplatz 2 Karte                  | Erbaut im 19. Jahrhundert. Eingeschossiger Ziegelbau mit Satteldach, Obergeschoß nach dem Krieg erneuert; vierachsig mit Blaustein-Fensterbänken und spitzbogigen Stürzen sowie Kloben der ehemaligen Schlagläden. Zwischen den beiden linken Achsen wurde bei der Umnutzung ein zusätzliches Fenster gebrochen. | 19. Jh.                            | 11. September 1984                            | 6               |
| weitere Bilder                            | Kaplanei                                  | Wassenberg Stiftsplatz 3 Karte                  | Zweigeschossiges Backsteinhaus aus 1685 in drei Achsen, mit Walmdach. | 1685                               | 11. September 1984                            | 7               |
| weitere Bilder                            | Pfarrhaus                                 | Wassenberg Stiftsplatz 5 Karte                  | Zweigeschossiges Backsteinhaus aus dem 18. Jahrhundert; in drei Achsen mit Walmdach. | 18. Jh.                            | 11. September 1984                            | 8               |
| weitere Bilder                            | Ehemalige Pastorat                        | Wassenberg Stiftsplatz 6 Karte                  | Zweigeschossiges Backsteinhaus aus dem 18. Jahrhundert; in zwei Achsen mit Mansardwalmdach; seitlich Tür mit Blausteingewände, daneben noch alte Toreinfahrt. | 18. Jh.                            | 11. September 1984                            | 9               |
| Forsthaus Neuerburg                       | Forsthaus Neuerburg                       | Effeld Zur Wolskaul Karte                       | Dreiflügelige Hofanlage mit separatem Pferdestall; Backstein; Barockportal; um 1900 im Wohnhaus Fenster erweitert. Wirtschaftsflügelfenster mit Holzblockzargen; ehemals wasserumwehrte Anlage; Pferdestall stammt aus der zweiten Hälfte des 19. Jahrhunderts; Wohnhaus eckquadratisch; barockes Blausteingewände der Haustür. Änderung: 4. Februar 1986. Die Unterschutzstellung bezieht sich lediglich auf die Winkelhofanlage. Die Remise und der Pferdestall sind von der Unterschutzstellung ausgenommen. | zweite Hälfte des 19. Jahrhunderts | 11. September 1984 (1.) 4. Februar 1986 (2.)  | 39              |
| Jüdischer Friedhof                        | Jüdischer Friedhof                        | Wassenberg Roermonder Straße Karte              | Die Ursprünge der kleinen jüdischen Gemeinde von Wassenberg reichen bis ins Mittelalter zurück. Der in Köln wohnende Alexander von Wassenberg zählte 1321 zu den Gläubigern von St. Andreas. Der heutige Wassenberger Stadtpark – eine im 19. Jahrhundert kultivierte sumpfige Waldlandschaft – hieß von alters her Judenbruch. Möglicherweise hat Vinzenz von Moers 1450 den Wassenberger Juden das Gelände für viel Geld verpachtet. Seit 1324 ist die Bezeichnung Judenbruch überliefert. Möglicherweise befand sich im Judenbruch auch der erste jüdische Begräbnisplatz. Die jüdische Gemeinde Wassenberg war immer recht klein und umfasste auch im 19. Jahrhundert nicht mehr als 40 Personen. 1867 wurde die Synagoge errichtet, die 1938 niedergebrannt wurde. 1688 wurde der Friedhof an der Roermonder Straße angelegt, damals noch vor den Toren der Stadt. Die letzte Bestattung fand wohl 1933 statt, spätestens 1938 setzten die üblichen Schändungen ein. 1939 erwarb die Gemeinde Wassenberg den Friedhof und gab ihn 1953 bis auf ein Reststück an die Jewish Trust Corporation zurück. Der Friedhof liegt leicht erhöht über der Straße und ist zu dieser durch ein Mäuerchen mit Portalpfeilern, die ein altes Eisentor mit neugotischen Motiven rahmen, eingefriedet. Dahinter erreicht man über mehrere Stufen eine Rasenfläche. die erhaltenen Grabsteine sind in zwei bis drei Reihen links einer gedachten Mittelachse aufgestellt. Es handelt sich um 17 Steine, von denen einige noch dem 19. Jahrhundert angehören. Die jüngste Bestattung ist wohl jene Eva Heumann, gestorben 10. Februar 1933. Außerdem sind etwas abseits der Grabsteine ein Gedenkstein der Stadt Wassenberg (Inschrift „Friedhof der Jüdischen Gemeinde Wassenberg / Synagoge der jüdischen Gemeinde Wassenberg, zerstört 10. November 1938“) und ein Grab / Gedenkstein, den der in Kanada emigrierte Walter Reis 1992 für seine in Bergen-Belsen ermordeten Schwester Betty und seiner Großeltern Jacob u. Johanna Hertz stiftet (Bildhauer: Ernst Brockschnieder), aufgestellt; Walter Reis’ Name wurde nach seinem Tod 2005 zugefügt. Der Stein steht im Schatten eines Kanadischen Ahorn, der auf dem Grundstück von Walter Reis in Kanada gewachsen ist. Die Parzelle überliefert den Ort des seit dem 17. Jahrhundert belegten jüdischen Friedhofes von Wassenberg und seiner Bestattungen. Sie ist bedeutend für Wassenberg. Der Charakter als Friedhof ist angemessen gestaltet und anschaulich erhalten. Die Erhaltung der Parzelle, der Grabsteine und der Gedenksteine als Friedhof und Gedenkstätte liegt aus wissenschaftlichen, hier orts- und kulturgeschichtlichen Gründen im öffentlichen Interesse. | ab 1688                            | 25. Mai 2007                                  | 74              |
| weitere Bilder                            | Hochkreuz                                 | Wassenberg Waldfriedhof Bergstraße Karte        | Ca. 4 m hohe Kreuzigungsgruppe auf Sockel, heller Kunststein, rückseitig inschr. dat. 1935, Urheber unbekannt. Die Mitte überhöht mit Christus am Kreuz, daneben Standfiguren von Maria und Johannes; die Personendarstellung in zeittypischer Weise in idealistisch überhöhtem Raelismus. Inschrift aus filigranen gerundeten Großbuchstaben auf der Vorderseite im Sockel: ICH BIN DIE AUFERSTEHUNG UND DAS LEBEN. Bedeutend für Wassenberg als zentraler historischer Bestandteil und Kristallisationspunkt des Waldfriedhofs. Es handelt sich um eines der wenigen Elemente auf dem Friedhof, das aus dessen Geschichte noch erhalten ist. Die Erhaltung liegt daher aus wissenschaftlichen, hier ortsgeschichtlichen Gründen im öffentlichen Interesse. | 1935                               | 28. November 2013                             | 75              |
| weitere Bilder                            | Alte Kapelle                              | Wassenberg Waldfriedhof Bergstraße Karte        | Kleines zweigeschossiges Backsteingebäude auf rechtwinkligem Grundriss, mit hohem, seitlich abgeschlepptem Satteldach. Das in die Erde eingetiefte Sockelgeschoss ist backsteinsichtig belassen, auf der Rückseite befindet sich eine rundbogige, bis auf den Boden hinab gezogene Öffnung; es ist derzeit jedoch nicht zugänglich. Das Mauerwerk des oberen Geschosses ist farblich mit weißer Schlämme abgesetzt. Vorne, in Richtung des Haupteingangs des Friedhofs, ist eine Stufenanlage mit Wangenmäuerschen, ebenfalls aus Backstein, vorgelagert, über die der zweiflügelige, korbbogig überfangene Eingang erreicht wird. Im Giebel ist ein liegendes ovales Okulusfenster eingebracht. Die seitliche Abschleppung des Daches sind in zeittypischer Form mit Akroterienaufmauerungen geschmückt. Die Seitenwände sind mit je drei kleinen Rechteckfenstern geöffnet, in der Rückwand war über der Sockelöffnung ein großes rundbogiges Buntglasfenster eingebracht. Nennenswert ist außerdem noch der Ornamentfliesenboden im Innern des oberen Geschosses. Die Alte Kapelle wird um das Jahr 1905 datiert. | 1905                               | 28. November 2013                             | 76              |
| weitere Bilder                            | Priestergrab                              | Wassenberg Waldfriedhof Bergstraße Karte        | Breit gelagerte, wandartige Stele, mehrfach gestuft, dunkler Kunststein (?), dat. 1920er Jahre (?), ältestes Sterbedatum 24.11.1920 (Pfarrer Otto Jansen). In der Mitte Relief mit dem gefallenen kreuztragenden Christus und darüber kleinen betenden Engeln, darunter Inschrift „HIER ERWARTET EURE / PRIESTER / IHRE AUFERSTEHUNG“. Grablage von sieben Pfarrern von St. Georg und St. Mariä Himmelfahrt (Oberstadt) in Wassenberg, darunter Ludwig Hecker, erster Pfarrer der nach dem Zweiten Weltkrieg neu entstandenen Pfarre St. Mariä Himmelfahrt, und Paul Spülbeck, maßgeblich am bedeutenden Wiederaufbau der Pfarre St. Georg beteiligt. Bedeutend für Wassenberg als zentraler Historischer Bestandteil des Waldfriedhofs und Veranschaulichung der Pfarrgeschichte. Die hier begrabenen und erinnerten Personen repräsentieren ein wichtiges Stück Ortsgeschichte. Die Erhaltung des Grabmals liegt daher aus wissenschaftlichen, hier ortsgeschichtlichen Gründen im öffentlichen Interesse. | um 1920                            | 5. November 2015                              | 77              |